# ماريان أورزيتشوفسكي
ماريان أورزيتشوفسكي (مواليد 24 أكتوبر 1931) (بالبولندية:Marian Odon Orzechowski) هو سياسي بولندي، وعضو سابق في حزب العمال البولندي الموحد. شغل منصب وزير الخارجية لجمهورية بولندا الشعبية من 1985 إلى 1988.

## مسيرته
ولد أورزيتشوفسكي في رادوم بتاريخ 24 أكتوبر 1931. حصل على شهادة في التاريخ من جامعة لينينغراد في الاتحاد السوفيتي. في عام 1960، حصل على درجة الدكتوراه من جامعة فروتسواف.
كان أورزيتشوفسكي أحد كبار السياسيين في الحزب الشيوعي البولندي. أصبح عضوا في اللجنة المركزية للحزب في عام 1966. عمل في مجموعة متنوعة من المناصب الحزبية وعين سكرتيرًا للجنة المركزية. ترأس أيضا أكاديمية الحزب للعلوم الاجتماعية. بالإضافة إلى ذلك، أصبح محاضرا في التاريخ والعلوم السياسية في جامعة فروتسواف في عام 1966.
من عام 1971 إلى عام 1975 شغل منصب رئيس الجامعة. من عام 1984 إلى عام 1986 كان رئيس الأكاديمية البولندية للعلوم.

## روابط خارجية
- ماريان أورزيتشوفسكي على موقع مونزينجر (الألمانية)